# AO-27
La AO-27 era un fusell d'assalt de disseny i producció de la Unió Soviètica, que dispara munició de calibre 7,62 de tipus Sabot. La bala es de 3 mm de flechette (tipus de munició). La llargada total de la bala es de 63 mm, i de 55 mm de flechette. El pes de la bala es 10,5 grams, amb 2,4 grams de flechette.